# Richard Shindell

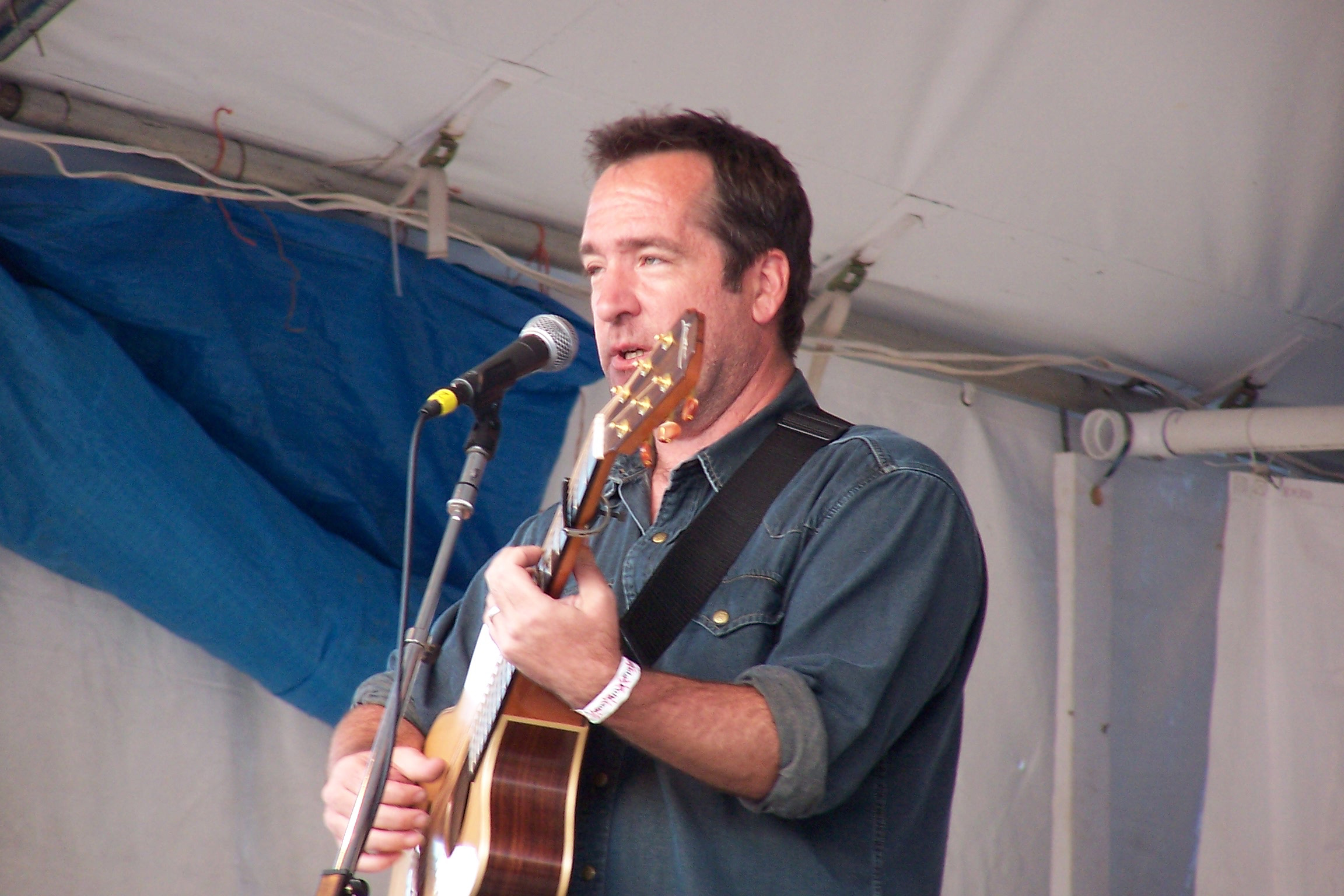
Richard Shindell 2004 in Hillsdale (New York)

Richard Shindell (* 1960 in Lakehurst, New Jersey) ist ein US-amerikanischer Folk-Musiker und Singer-Songwriter.

## Leben
Nach seinen ersten drei Soloalben bekam die Karriere von Richard Shindell im Jahr 1997 einen Schub, nachdem Joan Baez gleich drei seiner Songs (Fishing, Reunion Hill und Money for Floods) auf ihrem Album Gone from Danger aufnahm und den aufstrebenden Shindell dazu einlud, sie auf ihrer Tour in den Jahren 1997 und 1998 zu begleiten.
1998 gründete Shindell zusammen mit Dar Williams und Lucy Kaplansky die Gruppe Cry Cry Cry. Auf dem gleichnamigen Album Cry Cry Cry befand sich eine vielseitige Mischung von Coverversionen, von R.E.M. bis zum nicht so bekannten Folk-Sänger James Keelaghan. Das Trio ging mit dem Album auf Tour, verfolgte danach wieder die einzelnen Solo-Karrieren. Bisher wurden keine Pläne für zukünftige Aufnahmen in dieser Konstellation bekannt gegeben, wobei Shindell und Kaplansky oft gemeinsam auf der Bühne stehen.
2007 erschien mit South of Delia eine CD, die ausschließlich Coversongs enthält – u. a. eine außergewöhnliche Folk-Version des Bruce-Springsteen-Klassikers Born in the USA.
Momentan lebt Richard Shindell mit seiner Frau und den gemeinsamen Kindern in Buenos Aires, Argentinien.

## Das Songwriting
Auf den frühen Alben ist die musikalische Gestaltung noch deutlich Folk-lastiger, später distanziert sich Shindell etwas von diesen Wurzeln, und verwendet häufig nur die Gitarre und seine Stimme. Allerdings kamen in den 15 Jahren des musikalischen Schaffens schon zahlreiche Instrumente zum Einsatz. Eine gewisse Experimentierfreudigkeit ist ihm nicht abzuerkennen.
Oft verwendet Shindell beim Schreiben seiner Lieder die Perspektive einer bestimmten Person: Von einem Inspektor der Behörde für illegale Einwanderer (INS) in Fishing über einen Soldaten im Zweiten Weltkrieg Sparrow's Point, einem Trommlerjungen in der Confederate States Army in Arrowhead, auch eine spanische Großmutter in Abuelita bis hin zu einem Börsenmakler in Confession werden Geschichten in Ich-Form erzählt.
Die Besonderheit bei seiner Art Lieder zu komponieren besteht außerdem darin, dass er ein großes Talent dafür hat, ganze Geschichten mit komplexen Charakteren und Handlungen in wenige Worte und Zeilen zu fassen. Vergleichbar mit Geschichtenerzählern aus dem frühen 20. Jahrhundert.
Gerne verwendet er dabei traurige Thematiken, allerdings klingt in manchen Liedern auch sein sarkastischer Humor hervor, welchen man auch besonders bei Live-Performances erlebt, bei denen er zwischen den einzelnen Stücken gerne mehrere Minuten Geschichten zur Entstehung der Lieder erzählt, die das Publikum erheitern.
Aufgrund des im Vordergrund stehenden Gitarrenspiels, sowie der Stimmlage zwischen Bariton und Bass, wirft seine Musik gelegentliche Vergleiche zu Mark Knopfler von Dire Straits oder Johnny Cash auf.

## Diskographie
- Sparrows Point (Shanachie, 1992)
- Blue Divide (Shanachie, 1994)
- Reunion Hill (Shanachie, 1997)
- Cry Cry Cry (Razor & Tie, 1998), mit Dar Williams und Lucy Kaplansky
- Somewhere Near Paterson (Signature Sounds, 2000)
- Courier (Signature Sounds, 2002)
- Vuelta (Koch Records, 2005)
- South of Delia (Richard Shindell Recordings, 2007)
- Not Far Now, (2009)